# Jana Dmitrijewna Borodina
Jana Dmitrijewna Borodina (russisch Яна Дмитриевна Бородина, engl. Transkription Yana Borodina, * 21. April 1992 in Kowrow) ist eine ehemalige russische Leichtathletin, die sich auf den Dreisprung spezialisiert hat. Ihren größten Erfolg feierte sie mit dem Gewinn der Bronzemedaille bei den Europameisterschaften 2012 in Helsinki.

## Sportliche Laufbahn
Erste internationale Erfahrungen sammelte Jana Borodina im Jahr 2008, als sie bei den Juniorenweltmeisterschaften in Bydgoszcz mit einer Weite von 12,51 m in der Qualifikationsrunde ausschied. Im Jahr darauf siegte sie mit 13,63 m bei den Jugendweltmeisterschaften in Brixen und gelangte dann beim Europäischen Olympischen Jugendfestival (EYOF) in Tampere mit 12,36 m auf Rang neun. 2010 verpasste sie bei den Juniorenweltmeisterschaften im kanadischen Moncton mit 12,85 m den Finaleinzug und im Jahr darauf siegte sie mit 14,00 m bei den Junioreneuropameisterschaften in Tallinn. 2012 sicherte sie sich bei den Europameisterschaften in Helsinki mit 14,36 m die Bronzemedaille hinter der Ukrainerin Olha Saladucha und Patrícia Mamona aus Portugal. Im Jahr darauf belegte sie bei den U23-Europameisterschaften in Tampere mit 13,45 m den fünften Platz und beendete daraufhin ihre aktive sportliche Karriere im Alter von nur 21 Jahren.